# Stephanie Dimitrova
Stephanie Dimitrova, née en 2004, est une gymnaste rythmique sud-africaine.

## Carrière
Stephanie Dimitrova est médaillée d'argent par équipe et au ballon ainsi que médaillée de bronze au cerceau aux Championnats d'Afrique de gymnastique rythmique 2022 au Caire.
Aux Championnats d'Afrique de gymnastique rythmique 2023 à Moka, elle est médaillée d'argent par équipe et aux massues et médaillée de bronze au ruban. Elle remporte la médaille d'argent par équipe des Championnats d'Afrique de gymnastique rythmique 2024 à Kigali. Aux Championnats d'Afrique de gymnastique rythmique 2025 au Caire, elle est médaillée d'argent par équipe et au cerceau et médaillée de bronze au concours général, au ballon et aux massues.